# Municipio de Smedjebacken
Smedjebacken (en sueco: Smedjebackens kommun) es un municipio de la provincia de Dalarna, Suecia, en la provincia histórica de Dalecarlia. Su sede se encuentra en la localidad de Smedjebacken. En 1967 la ciudad de mercado (köping) de Smedjebacken se fusionó con Norrbärke, del que se había separado en 1918. En 1974 se agregó Söderbärke.

## Localidades
Hay cinco áreas urbanas (tätort) en el municipio:
| # | Tätort       | Población |
| - | ------------ | --------- |
| 1 | Smedjebacken | 5287      |
| 2 | Söderbärke   | 997       |
| 3 | Hagge        | 294       |
| 4 | Vad          | 291       |
| 5 | Gubbo        | 192       |

## Demografía

### Desarrollo poblacional
| Gráfica de evolución demográfica de Smedjebacken entre 1970 y 2015 |
|                                                                    |
| Fuente: SCB                                                        |